# Distretto di Kavajë
Il distretto di Kavajë (in albanese: Rrethi i Kavajës) era uno dei 36 distretti amministrativi dell'Albania.
La riforma amministrativa del 2015 ha suddiviso il territorio dell'ex-distretto in 2 comuni: Kavajë e Rrogozhinë.

## Geografia antropica

### Suddivisioni amministrative
Il distretto comprendeva 2 comuni urbani e 8 comuni rurali.

#### Comuni urbani
- Kavajë
- Rrogozhinë (Rogozhine)

#### Comuni rurali
- Golem
- Gosë
- Helmës (Helmas)
- Kryevidh
- Lekaj
- Luz i Vogël (Luzi i Vogel)
- Sinaballaj
- Synej  (Synej)